# Prvenstvo Jugoslavije u hokeju na travi 1974.
Jugoslavensko prvenstvo u hokeju na travi za 1974. godinu je osvojila momčad Subotičanka iz Subotice.

## Ljestvica
| mj. | klub                      | ut. | pob. | rem. | por. | po.g | pr.g | bod |
| --- | ------------------------- | --- | ---- | ---- | ---- | ---- | ---- | --- |
| 1.  | Subotičanka Subotica      | 10  | 8    | 2    | 0    | 21   | 0    | 18  |
| 2.  | Jedinstvo Zagreb          | 10  | 5    | 3    | 2    | 17   | 10   | 13  |
| 3.  | Partizan Zelina           | 10  | 5    | 3    | 2    | 7    | 6    | 13  |
| 4.  | Marathon Zagreb           | 10  | 4    | 0    | 6    | 12   | 12   | 8   |
| 5.  | Elektrovojvodina Novi Sad | 10  | 3    | 2    | 5    | 10   | 13   | 8   |
| 6.  | Subotica trans            | 10  | 0    | 0    | 10   | 3    | 29   | 0   |